# 2002年飓风凯尔
飓风凯尔（英語：Hurricane Kyle）是有纪录以来持续时间第五长的大西洋热带或亚热带气旋，也是2002年大西洋飓风季第11个获得命名的风暴和第3场飓风，于9月20日由百慕大东南偏东方向的一股亚热带气旋发展而成。系统蜿蜒向西行进，先是转变成热带气旋，后又在9月25日增强为飓风。之后的两个星期时间里，凯尔总体向西移动，其强度因外界环境的变化出现了多次波动。10月11日，风暴转向东北并以热带风暴强度在南卡罗莱纳州的查尔斯顿和北卡罗莱纳州的长滩附近登陆。10月12日，凯尔被一股逐渐逼近的冷锋吸收而消散，这时其作为热带天气系统已经存在了22天。
这场飓风给百慕大带去了小幅降水，当地没有出现严重破坏。风暴两次登陆美国，带去的中等程度降雨引起局部山洪爆发，还有多条道路封闭。南卡罗莱纳州有一家养老院和多套移动房屋中的居民因洪水而被迫撤离。凯尔还催生了至少4场龙卷风，其中一场袭击了南卡罗莱纳州的乔治敦，导致8人受伤，7幢建筑物被毁，还有106套受损。这场气旋一共造成了约500万美元（2002年美元，相当于2025年的874萬美元）的破坏，但没有直接引起人员丧生。不过，风暴的温带残留之后导致不列颠群岛近海间接有一人遇难。

## 气象历史
9月15日，一股冷锋在百慕大东南方向停止前进并开始减弱，于9月18日退化成低气压。9月18日，系统在西面一片低压槽的辅助下发展出固有环流。对流发展成远离中心的狭长带状特征，风暴的总体层次结构逐步改善。气象部门估计系统于9月20日晚在百慕大东南方向约789公里外海域发展成了第十二号亚热带低气压，将其分类为亚热带气旋主要是考虑到对流距离中心的距离。气旋南面存在上层低气压，北面也有一个低压槽，由此产生的弱转向气流令其转而北上。接下来低气压逐渐增强，于9月21日清晨成为亚热带风暴，美国国家飓风中心因此将其命名给“凯尔”（Kyle）。
亚热带风暴凯尔在获得命名后朝东北偏北方向前进，逐渐走出一个顺时针方向的环形路径。起初，环流中心部分从深层对流的南侧和西翼暴露在外。9月22日，中心周围的对流有所增加，系统发展出暖心并因此获重新归类为热带气旋。由于北面有一个反气旋逐渐形成，凯尔因此转向西南。经过短暂的减弱过程后，之前属中等强度的风切变开始减少，风暴对流因此得以深化，外流也得到进一步发展。接下来凯尔因进入的海域温度逐渐升高而增强，于9月24日晚开始发展出带状眼形特征。之后风暴继续缓慢增强，于协调世界时9月25日正午12点达到飓风强度。次日，凯尔在百慕大东南偏东方向约789公里处达到风速每小时130公里的最高强度。

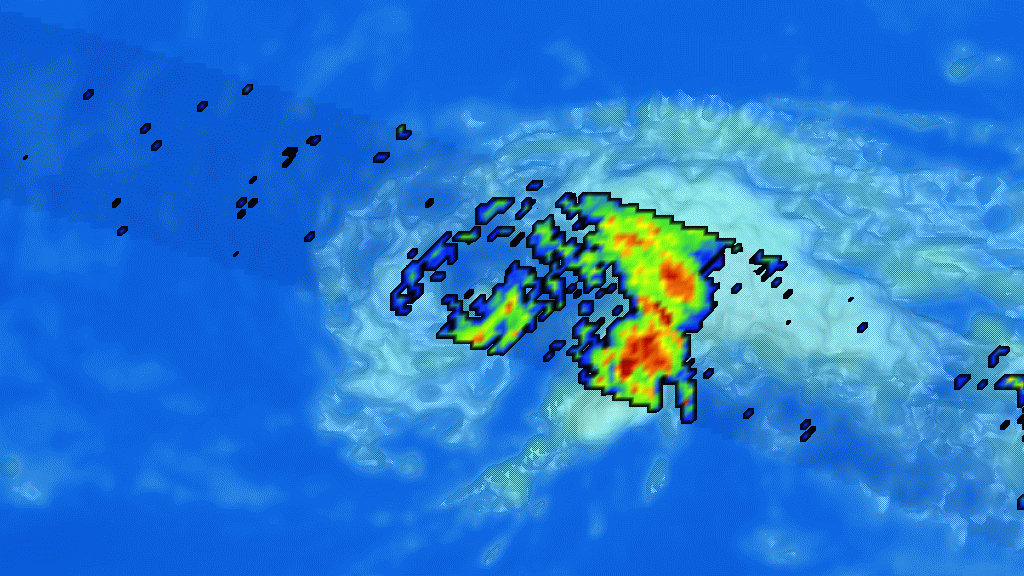
10月3日热带风暴凯尔的TRMM卫星图像

飓风凯尔的最高强度保持了约24小时，然后在9月27日开始由于上层风切变增多导致外流受限，对流带出现扭曲而开始减弱，较为干燥的空气也对减弱过程起到了推动作用。9月28日，飓风在转向西北偏西后减弱到热带风暴强度，其中心到次日时已经从深层对流中暴露出来。接下来的几天时间里，风暴因北面有低压槽经过，并且西翼还有高压脊逐渐发展出来而基本停止移动。9月29日，系统中再次发展出雷暴并由此暂时停止减弱，但到了次日清晨又开始减弱，于9月30日晚降级成热带低气压。环流从东北向西南方向拉长，风暴的东北部分与逐渐逼近的锋带关联起来，气象部门曾通过监测短暂认为这一部分存在发展迹象。但实际上却是风暴的西南区域重新发展出对流，并开始成为占主导地位的环流。
在热带低气压强度下保持了约18小时后，系统中心东南部再度发展出一些雷暴，然后于10月1日再度增强为热带风暴。虽然外界存在不利于其发展的风切变，但对流的层次仍逐渐获得改善，发展成雨带并将风暴的中层环流包裹起来。10月2日晚，凯尔的中心发展出一片眼状特征，风速也提高到约每小时105公里，气象部门在实际操作中预测，风暴将再次达到飓风强度。但实际上凯尔却于10月4日因遭遇更多的风切变导致中心从对流中暴露出来。对流开始变得时断时续，并从环流中分离出来，风暴于10月5日再次降级成热带低气压，并在这一期间开始稳步向西北偏西方向移动，然后又缓慢朝东北偏北转向。10月6日，由于风切变有所减少，气旋得以在百慕大西北偏西方向475公里外洋面再度达到热带风暴强度。这一期间系统座落在一片存在弱转向气流的区域中，东北和西北方向存在高压脊，东南偏东方向有一股上层低气压，西北方向则存在一片广阔的低压槽。到10月7日时，风暴已开始围绕西侧的高压脊缓慢向西南方向行进。由于干燥的空气限制了对流发展，环流逐渐变得拉长，再加上10月8日风切变再度增多的不利影响，凯尔又一次减弱成热带低气压。
10月9日清晨，低气压中包含的环流中心已经不存在任何关联的深层对流，而深层对流正是风暴归类为热带天气系统的先决条件之一。多个飓风预报模型都认为，凯尔会逐渐减弱直至耗散。在持续了24小时没有明显对流的状态后，低气压进入一片水温较高的海域，其中心东南部于10月10日再度有雷暴形成。外界环境变得更有利于气旋发展，风切变和干燥空气均有所减少。低气压继续围绕高压脊移动，先转向西进，再转朝西北偏西方向的佛罗里达州海岸逼近。10月11日，系统转向北上朝一片逼近的冷锋进发，对流也出现显著增长，风暴在佛罗里达州和乔治亚州边境以东约60公里洋面又一次达到热带风暴强度。

热带风暴凯尔在南卡罗莱纳州登陆。

重新成为热带风暴后，凯尔略朝东北转向，与海岸线平行移动，在南卡罗莱纳州的麦克勒安威尔附近以热带风暴的最低标准强度登陆。风暴一度短暂进入开放海域，但很快又于10月11日晚在北卡罗莱纳州长滩附近实现第二次登陆。10月12日清晨，风暴已减弱成热带低气压。在陆地上行进期间，低气压东北部存在一股与其分离的非热带低气压，并且风切变也大幅增多，因此气象部门认为系统不大可能还能再度强化。但实际上对流却在逐渐逼近冷锋的影响下再度发展出斜压，凯尔也在北卡罗莱纳州的帕姆利科湾（Pamlico Sound）东部上空第五次达到热带风暴强度。由于风场扩大，对流转变带锋带，这次增强只持续了很短的时间。进入大西洋西部后，热带风暴凯尔于10月12日晚与一片冷锋融合，其残留继续向东行进，于10月14日走出一道环状路径后转向东北，之后在10月17日吹袭亚速尔群岛。次日，这片残留由西北方向的一场温带气旋吸收，然后继续向东北移动，在10月23日到达不列颠群岛附近海域。

## 防灾措施
由于无法确认风暴动向，百慕大政府于9月30日向岛上发布了热带风暴观察预警，不过次日就予以中止。
随着凯尔逼近佛罗里达州海岸，美国国家飓风中心向可可比奇到乔治亚州布朗斯维克（Brunswick）之间地区发布了热带风暴观察预警，并在之后将预警范围向北延伸至南卡罗莱纳州的恐怖角（Cape Fear），然后又经进一步调整，在警报范围中包括帕姆利科湾到北卡罗莱纳州瑟夫城（Surf City）之间沿海地区。风暴登陆前，美国国家气象局驻北卡罗莱纳州威尔明顿办事处向大部分沿海地区发布了洪水预警，这些区域之后也确实受到了影响。南卡罗莱纳州弗洛伦斯县、威廉斯堡县和乔治敦县收到了防洪警报。该州的十个县宣布进入紧急状态。

## 影响

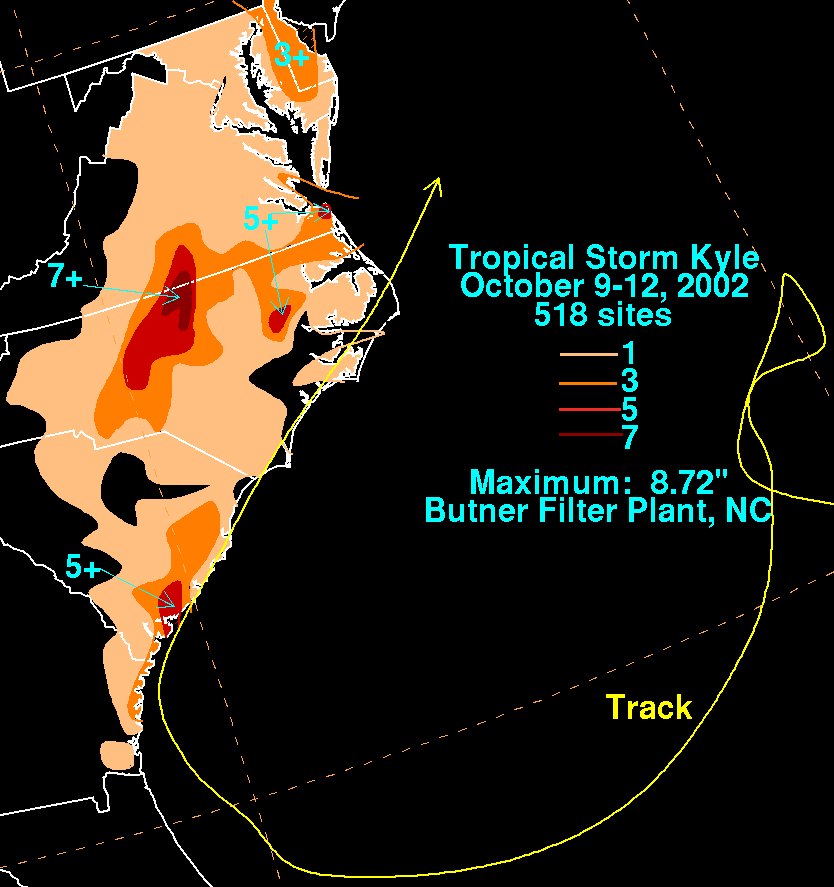
飓风凯尔给美国带去的降雨量统计数据。

百慕大在10月1至2日因风暴及其北面冷锋的共同影响而出现55.6毫米降水，相当于当地半个月的降雨量总和。
凯尔在佛罗里达州东北近海经过期间给费南迪纳比奇带去了0.4米高的风暴潮。风力相对较小，圣奥古斯丁出现的最高阵风时速为52公里，费南迪纳比奇的降雨量达到52毫米。乔治亚州沿海地区出现中等程度降雨，亨特陆军机场达到最高的136毫米。大部分降水都是在12小时内积累下来的，多条道路和一些低洼地区因此被淹，造成多个路段封闭，许多车辆被困。南卡罗莱纳州出现中等程度降水，降雨量最高的艾迪斯托海滩达到161毫米，在城区引起轻度洪灾。圣士提反及其周边道路和建筑物的洪水达到数英尺高，一家养老院为此被迫疏散。曼宁有17套移动房屋受到洪水的严重破坏，迫使约50人转移到避难所。佛罗伦萨出现了十起交通事故。这场热带风暴在乔治敦催生的一场级龙卷风在陆地上行进了约2公里，龙卷风在最高强度时掀翻了五所移动房屋和一辆汽车。龙卷风还摧毁了7套民房，令106套建筑物受到破坏，其中28个受损严重，还有8人受伤。

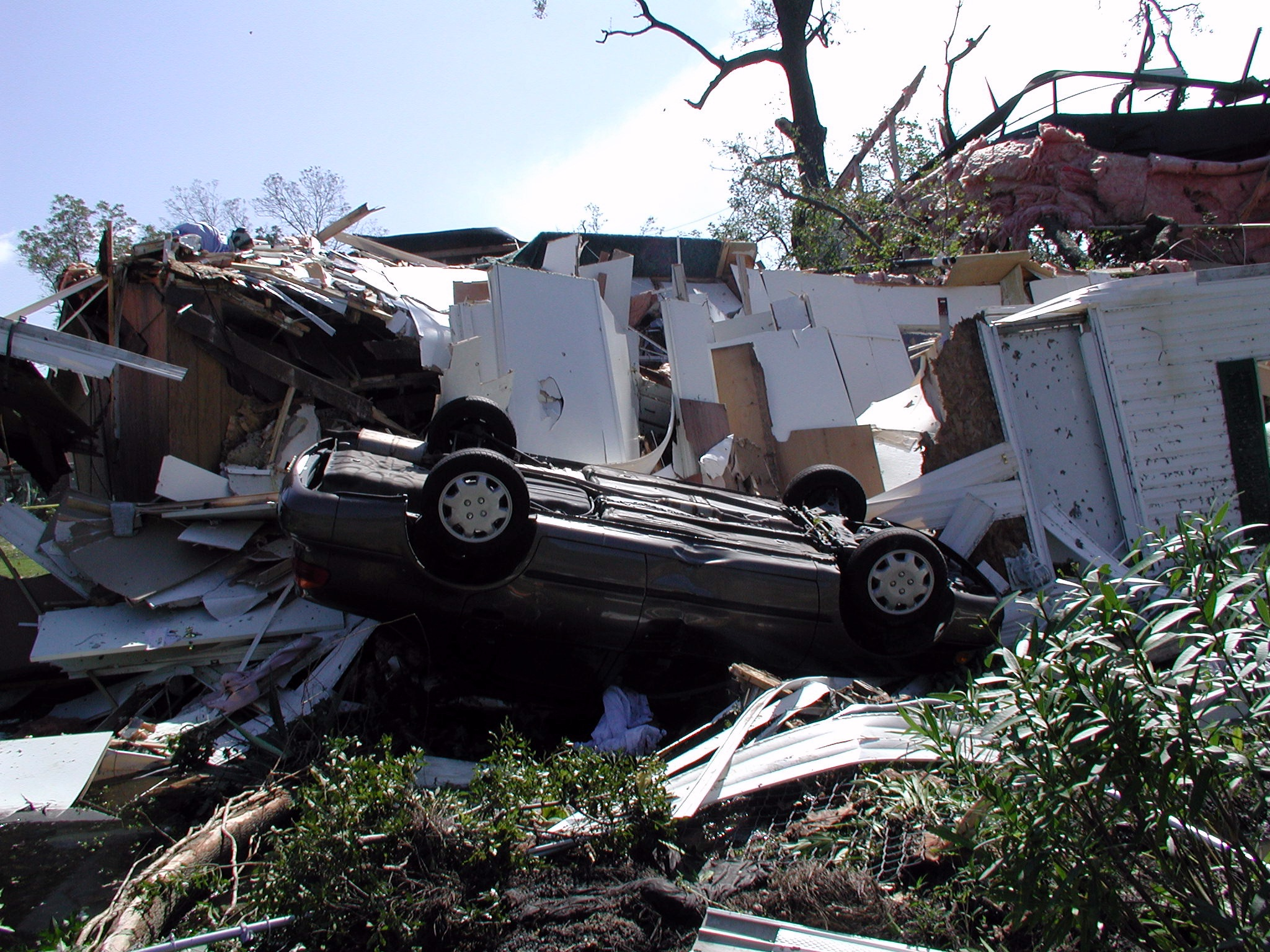
龙卷风对乔治敦造成的破坏

北卡罗莱纳州因高于正常水平的潮汐导致了轻微的海滩侵蚀。格林维尔沿海区域的降雨量达到142毫米。风暴带来的湿气令内陆降水增多，其中最高的巴特纳（Butner）达到221毫米。位于罗利-达勒姆的一个气象站在两天内记录下的降雨量总计达到147毫米，创下继1999年飓风弗洛伊德以来的新纪录。马丁县因暴雨导致山洪爆发，多条道路因此封闭。该州遭受的风力为中等强度，阵风时速最快的秃头岛（Bald Head Island）达到79公里。风暴还在该州催生了至少三场龙卷风，其中出现在博福特县潘蒂戈（Pantego）附近的一场造成两套房屋和一个农庄受到破坏。
凯尔带来的湿气延伸到中大西洋各州和纽约州南部，产生的降水缓解了这些地区的旱情。整场风暴共计造成了约500万美元（2002年美元，相当于874萬2025年美元）的损失。凯尔没有直接造成人员丧生，但其残留在不列颠群岛近海产生了大浪，导致一人遇难。

## 纪录
飓风凯尔在热带气旋状态下持续了22天，气象部门当时在实际操作中认为这创下了持续时间第三长的北大西洋热带气旋新纪录，仅次于1971年的飓风金格（27.25天）和1969年的飓风因加（24.75天）。不过，2004年对大西洋飓风数据库的一次更新结果表明，1899年的圣西里亚科飓风才是有纪录以来持续时间最长的大西洋热带气旋，凯尔的位置也因此降到第四。2012年9月，飓风纳丁的持续时长达到22.25天，凯尔的排名再降到第五。截止2014年4月，凯尔仍然是有纪录以来仅有的一个五次达到热带风暴强度的大西洋热带气旋。